# Gitarrenschule
Der Begriff Gitarrenschule umfasst sowohl die in Form eines Lehrbuchs vermittelten Konzepte zum Erlernen der Gitarre, als auch eine Musikschule, deren Instrumentalunterrichtsangebot sich ausschließlich auf die Gitarre beschränkt.
Auch durch namhafte Instrumentalpädagogen oder konzertierende Künstler begründete oder nachträglich auf sie zurückgeführte gitarristische Traditionslinien werden gelegentlich als „Gitarrenschule“ bezeichnet. Diese Schulen waren in der Vergangenheit nicht nur Träger ihrer jeweils als charakteristisch wahrgenommenen spieltechnischen, interpretatorischen und klangästhetischen Merkmale, sondern beförderten auch die Kanonbildungen des Gitarrenrepertoires, wie die insbesondere im spanischsprachigen Kulturraum besonders einflussreiche „Tárrega-Schule“, die in der zweiten Hälfte des 20. Jahrhunderts  auf internationaler Ebene insbesondere den Repertoire-Kanon prägende „Segovia-Schule“ oder im deutschsprachigen Raum die vom Berliner Gitarristen Bruno Henze (1900–1978) begründete „Berliner Gitarrenschule“ und die von der Gitarristin Ursula Peter (1924–1989) ins Leben gerufene „Weimarer Gitarrenschule“.
Die nachfolgenden Abschnitte beziehen sich auf den Begriff der Gitarrenschule als Lehrwerk.

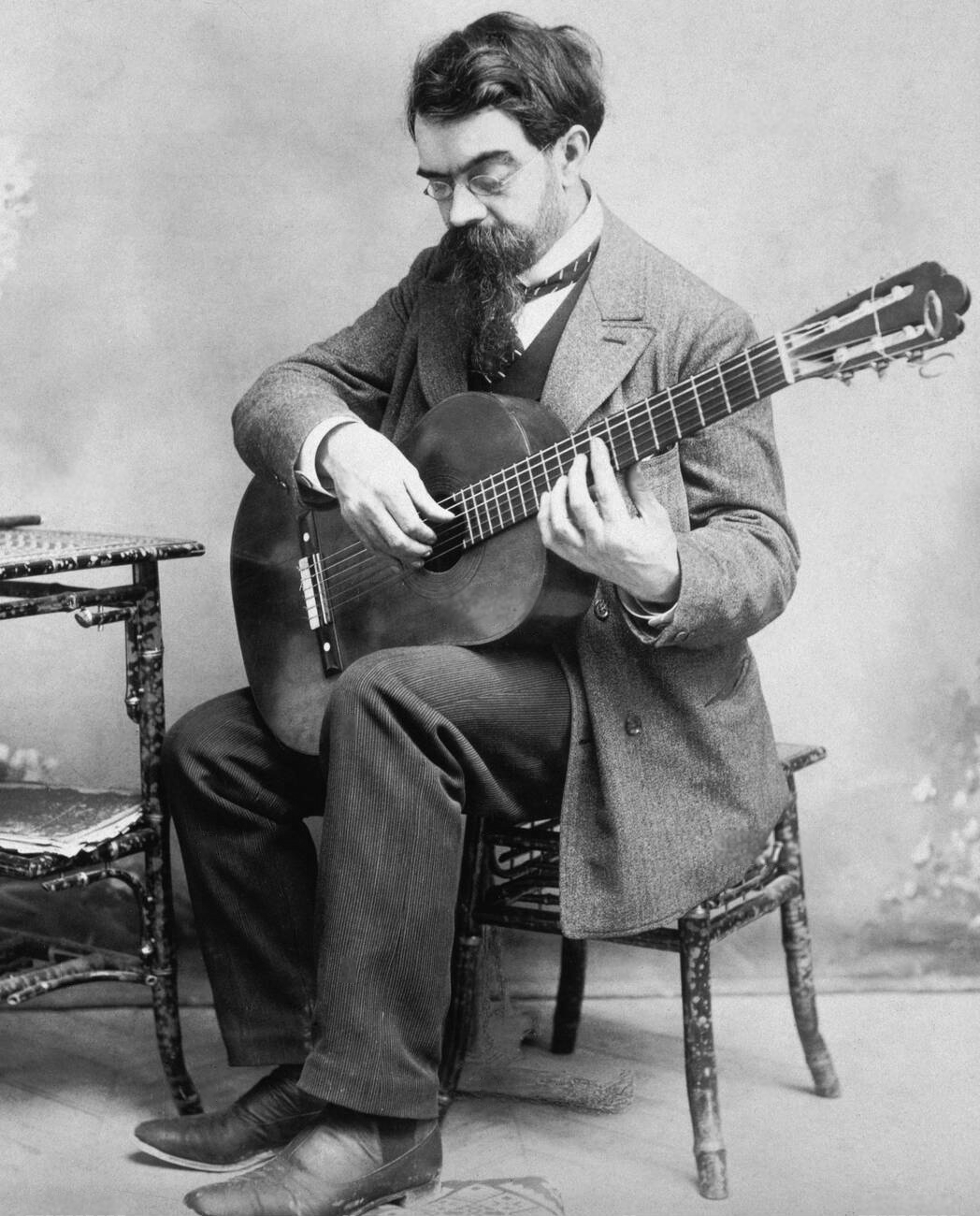
Francisco Tárrega, Begründer der „Tárrega-Schule“, einer gitarristischen Traditionslinie, die ihren Niederschlag in der Unterrichtstätigkeit und den zahlreichen Lehrwerken seiner ehemaligen Schüler fand.

## Lehrwerke für Gitarre

### Inhalte
Mit Hilfe von Texten, Fotos, Notenbeispielen, Gitarrentabulatur und Griffbildern für Gitarrenakkorde werden Liedbegleitung, ein- bis mehrstimmiges klassisches Gitarrenspiel oder Stilmerkmale von Flamenco, Blues, Jazz, Pop und Rock vermittelt. Je nach Zielgruppe werden Etüden, Spielstücke, Songs, Volks- und Kinderlieder in ansteigendem Schwierigkeitsgrad angeordnet. Einige Gitarrenschulen sind speziell für Gruppenunterricht konzipiert und enthalten Spielstücke für mehrere Gitarren. Moderne Lehrbücher für Gitarre sind häufig kombiniert mit CDs, DVDs oder Links zu MP3-Dateien. Lehrwerke finden sich auch in rein digitaler Form (auf DVD).

## Historische Gitarrenschulen
Historische Gitarrenschulen sind eine wichtige Quelle zur Geschichte, Unterrichtsmethodik und Spielpraxis vergangener Epochen.
Sofern die Lehrwerke Spielstücke enthalten, erlauben diese erhellende Rückschlüsse auf die musikalische Bildung, den Repertoirekanon und den Zeitgeschmack der jeweiligen Zielgruppen.
Auch die regionalen und kulturräumlichen Unterschiede sind Teil musikwissenschaftlicher Fragestellungen. In Folge des im Verlauf des 19. Jahrhunderts zunehmenden Interesses an der Musikpraxis vergangener Epochen wurden seither auch zahlreiche historische Lehrwerke durch Faksimileausgaben oder Neuausgaben wieder zugänglich gemacht.

### Historische Lehrwerke mit Neuauflagen (Auswahl)
Zahlreiche Gitarrenschulen des 19. Jahrhunderts erfreuten sich auch in der Folgezeit großer Popularität und konnten insbesondere im Bereich der Ausbildung auf der sogenannten „Klassischen Gitarre“ den Status grundlegender Standardwerke erringen:
- Dionisio Aguado: Méthode complète pour la Guitare. Paris 1826
- Matteo Carcassi: Méthode complète pour Guitare, op. 59. 1853 (Digitalisat)
- Ferdinando Carulli: Metodo completo per chitarra, op. 27[2] und um 1825 École de guitare, op. 241. (Digitalisat)
- Fernando Sor: Méthodo complète de guitare. 1830. 1845 redigiert und erweitert hrsg. von Napoléon Coste.

## Deutschsprachige Gitarrenschulen (Auswahl)

### Lehrwerke für Konzertgitarre

#### Elementare Gitarrenschulen (Anfänger bis Mittelstufe)
- Walter Götze: Die Gitarre- und Lautenschule der Jugend. B. Schott’s Söhne, Mainz.
- Heinz Teuchert: Gitarren-Schule. 2 Bände. Musikverlag Hermann Schmidt, Frankfurt am Main (= Hermann Schmidt. Band 96).
- Heinz Teuchert: Die neue Gitarrenschule. 2 Bände. Ricordi Verlag, Berlin 1984–1987; Band 1: ISBN 3-931788-36-9, Band 2: ISBN 3-931788-38-5.
- Dieter Kreidler: Gitarrenschule. Gitarre spielen mit Spaß und Fantasie. 3 Bände. Neufassung. Schott Music, Mainz 2009–2010; Band 1: ISBN 978-3-7957-5878-3, Band 2: ISBN 978-3-7957-5879-0, Band 3: ISBN 978-3-7957-5917-9.
- Frank Hill: Gitarrespielen · Gitarrenspiele. 3 Bände. Neue Fassung. Musica Longa Berlin, Zühlsdorf b. Berlin 2019–2020; Band 1 (2019): ISMN 979-0-700120-51-1, Band 2 (2019): ISMN 979-0-700120-52-8, Band 3 (2020): ISMN 979-0-700120-53-5.
- Hubert Käppel: Käppels Gitarrenschule. Grundlegendes Lehrwerk für Gitarre im Einzel-, Gruppen- und Selbstunterricht mit einer ausführlichen Anleitung zur Liedbegleitung. AMA-Verlag, Brühl 1996, ISBN 3-927190-78-0.
- Rolf Tönnes: Gitarre spielen – mein schönstes Hobby. Die moderne Gitarrenschule für Jugendliche und Erwachsene. 2 Bände. Schott Music, Mainz 2005; Band 1: ISBN 3-7957-5598-0, Band 2: ISBN 3-7957-5845-9.

#### Lehrwerke für konzertantes Gitarrenspiel (bis Oberstufe)
Anspruchsvolle Gitarrenschulen für konzertantes Spiel wurden häufig von Konzertgitarristen verfasst, zum Beispiel von Emilio Pujol (1886–1980), einem Schüler von Francisco Tárrega (1852–1909), der die Entwicklung der modernen Technik des Gitarrenspiels maßgeblich beeinflusst hat.
- Heinrich Albert: Moderner Lehrgang des künstlerischen Gitarrespiels. 5 Hefte in 4 Teilen. München 1914–1919.
- Emilio Pujol: Escuela razonada de la guitarra. 4 Bände. Mit einem Vorwort von Manuel de Falla. Ricordi Americana, Buenos Aires 1933 ff. (spanisch). Deutsche Ausgabe, ergänzt und übersetzt von Wolf Moser: Theoretisch-Praktische Gitarrenschule. G. Ricordi, München 1979 ff.
- Erwin Schaller, Karl Scheit: Lehrwerk für die Gitarre. 5 Bände. Universal Edition, Wien 1936; Neuausgabe 1939–1941.
- Bruno Henze: Das Gitarrespiel. 17 Bände. Friedrich Hofmeister Musikverlag, Leipzig 1950 ff.

#### Gitarrenschulen für Kinder und für Gruppenunterricht
- Peter Autschbach: Gitarre lernen mit Zacky und Bob. Gitarrenschule für Kinder ab 8 Jahren. Schott Music, Mainz. Band 1: 2016, ISBN 978-3-7957-0973-0, ISMN 979-0001160391, Band 2: 2017, ISBN 978-3-7957-1253-2, ISMN 979-0001161206.
- Hans-Werner Huppertz, Jens Kienbaum: Die Gitarren AG: Gitarrenschule für Gruppen und Klassen. AMA-Verlag, Brühl 2006, ISBN 3-89922-085-4.
- Michael Langer, Ferdinand Neges: Play guitar together. Die Gitarren Schule für den Gruppenunterricht. Doblinger, Wien 2007, Band 1: ISBN 978-3-900695-92-7, Band 2: ISBN 978-3-900695-94-1.

### Lehrwerke für akustische Gitarre (Folk, Pop und Rock)
- Peter Autschbach: Rock On Wood. Akustikgitarrenschule. 2 Bände. Acoustic Music Books, Wilhelmshaven 2011–2015; Band 1: ISBN 978-3-86947-100-6, Band 2: ISBN 978-3-86947-104-4.
- Bernd Brümmer: Perfekt Songs begleiten mit Gitarre. Alle Griffe, Spielweisen und Techniken, die man braucht. Acoustic Music Books, Wilhelmshaven.
- Peter Bursch: Peter Bursch’s Gitarrenbuch. Pop, Folk, Rock & Blues von kinderleicht bis ganz schön stark. Voggenreiter Verlag, Bonn 1975, ISBN 3-8024-0208-1.
- Peter Bursch: Peter Bursch’s Gitarrenbuch 2. Pop, Folk, Rock & Blues von halb so schlimm bis ganz schön schwierig. Voggenreiter Verlag, Bonn 1977, ISBN 3-8024-0214-6.
- Peter Bursch: Das Folk-Buch. Voggenreiter Verlag, Bonn 1979, ISBN 3-8024-0085-2.

### Lehrwerke für elektrische Gitarre (Blues, Rock und Pop)
- Peter Autschbach: Let’s Rock. E-Gitarrenschule für Ein- und Umsteiger, Acoustic Music Books, Wilhelmshaven 2008, ISBN 978-3-86947-090-0.
- Bernd Brümmer: Einfach E-Gitarre spielen. Lehr-DVD inklusive Booklet. Acoustic Music Books, Wilhelmshaven.
- Peter Bursch: Peter Bursch Heavy Metal Guitar. Voggenreiter Verlag, Bonn 1988, ISBN 3-8024-0172-7.
- Abi von Reininghaus: In Vivo Guitar, 1993, Voggenreiter Verlag, ISBN 978-3-8024-0226-5.
- Andreas Scheinhütte: Schule der Rockgitarre plus. Heros Musikverlag, Frankfurt am Main 2008, ISBN 978-3-940297-90-7.

### Lehrwerke für akustische und elektrische Gitarre (Blues, Rock und Pop)
- Peter Autschbach: Gitarre Pur – für E- und Akustikgitarristen. 2 Bände. Acoustic Music Books, Wilhelmshaven 2001–2002; Band 1: ISBN 3-931453-38-3, Band 2: ISBN 3-931453-39-1.
- Peter Kellert: Gitarre lernen. Die Anfängerschule für akustische und elektrische Gitarre. LEU-Verlag, Neusäß 2005, ISBN 3-89775-073-2.
- Phil Capone: Gitarre, der Komplettkurs. Voggenreiter Verlag, Bonn 2010, ISBN 978-3-8024-0849-6.

### Lehrwerke für Jazzgitarre
- Rolf Tönnes: Die Jazz-Methode für Gitarre. Band 1: Rhythmus, Akkorde, Begleitung, Changes. Schott, Mainz (= Edition Schott. Band 8426).
- Werner Neumann: Die Jazzmethode für Gitarre – Solo. Skalen – Improvisation – Phrasierung. Schott Music, Mainz 2001, Band 1: ISBN 3-7957-5161-6, Band 2: ISBN 3-7957-5352-X.

### Lehrwerke für Flamencogitarre
- Hansjoachim Kaps: Flamenco-Gitarrenschule. Robert Lienau, Berlin 1972.
- Ehrenhard Skiera: Flamenco-Gitarrenschule. Ricordi, München 1973.
- Gerhard Graf-Martinez: Flamenco. Gitarrenschule für Unterricht und Selbststudium. 2 Bände. Schott Music, Mainz 1994; Band 1: ISBN 3-7957-5083-0, Band 2: ISBN 3-7957-5084-9.
- Bernd Steinmann: Die Flamencogitarre. AMA, Brühl 2000, ISBN 3-932587-61-8.Bernd Steinmann: Die Flamencogitarre. AMA, Brühl 2000, ISBN 3-932587-61-8.